# Brian McBride
Brian McBride (Arlington Heights, 19 de Junho de 1972) é um ex-futebolista estadunidense que atuava como atacante.

## Carreira
Já participou de três Copas do Mundo pela Seleção dos Estados Unidos. No total foram 3 gols em copas, um gol em 1998 contra o Irã na derrota por 2x1 na primeira fase, e dois gols em 2002, um contra Portugal na vítoria por 3x2 na primeira fase e outro contra o México na vitória por 2x0 nas oitavas de final.
Atualmente joga no Chicago Fire da MLS. Teve uma passagem marcante no Fulham, da Inglaterra, onde se tornou um ídolo na história do clube. Já jogou também pelo Preston North End, em 2000, e pelo Everton em 2002. Antes disso, McBride também havia jogado no VfL Wolfsburg da Alemanha e no Columbus Crew, clube que o revelou para o futebol mundial.
Em 2006 ele anunciou a sua aposentadoria da Seleção dos Estados Unidos. No total foram 96 jogos e 30 gols marcados. Entretanto, acabou convocado para as Olimpíadas de 2008, como um dos jogadores acima de 23 anos.
Em 2012 McBride retornou ao futebol, com a camisa do Wembley FC da nona divisão inglesa, mas mesmo sendo anunciado não chegou a entrar em campo.

## Títulos

### Columbus Crew
- US Open Cup: 2002

### Seleção
- Copa Ouro da CONCACAF: 2002

### Prêmios Individuais
- Copa Ouro da CONCACAF 2002: Melhor jogador e Chuteira de Ouro (4 gols)
- Fulham jogador do ano: 2005, 2006